# Новосёлово (Орловская область)
Новосёлово — деревня в Орловской области России. 
В рамках административно-территориального устройства входит в Неполодский сельсовет Орловского района, в рамках организации местного самоуправления — в Орловский муниципальный округ.

## География
Расположена в 11 км к северу от центра города Орла.

## Население
| 2002 | 2010 |
| ---- | ---- |
| 448  | ↘383 |

Согласно результатам переписи 2002 года, в национальной структуре населения русские составляли 94 % от жителей.

## История
В 1961 году указом Президиума Верховного Совета РСФСР деревня Большая Дураковка переименована в Новосёлово.
С 2004 до 2021 гг. в рамках организации местного самоуправления деревня входила в Неполодское сельское поселение, упразднённое вместе с преобразованием муниципального района со всеми другими поселениями путём их объединения в Орловский муниципальный округ.

## Школа
Новоселовская основная общеобразовательная школа была основана в 1897 году как церковно-приходская. Располагалась в живописном месте на берегу пруда. В 1962 г. было построено здание начальной школы, а в 1975 году. школа была закрыта. И заново открыта в 1980 году как Новоселовская восьмилетняя школа. Современное здание школы построено в 1962 году.